# Râul Flămânda
Râul Flămânda este un curs de apă, afluent al râului Șușița. 